# Tipularia harae
Tipularia harae är en orkidéart som först beskrevs av Tokujirô Tokijiro Maekawa, och fick sitt nu gällande namn av Sing Chi Chen. Tipularia harae ingår i släktet Tipularia och familjen orkidéer. Inga underarter finns listade i Catalogue of Life.